# MacKay Brook (dopływ East Branch River John)
MacKay Brook – strumień (brook) w kanadyjskiej prowincji Nowa Szkocja, w hrabstwie Pictou, płynący w kierunku północnym i uchodzący do East Branch River John; nazwa urzędowo zatwierdzona 22 marca 1926.